# Подзарей, Анатолий Иванович
Анатолий Иванович Подзарей (род. 2 апреля 1938, Керчь) — горный инженер, участник строительства всех тоннелей на трассе Байкало-Амурской магистрали, начальник тоннельного отряда №16, строившего Северомуйский железнодорожный тоннель.

## Биография
Родился 2 апреля 1938 года в городе Керчь. В 1958 году окончил Керченский горно-металлургический техникум и три года работал на угольно-брикетной фабрике треста «Александрияуголь». В 1965 году окончил Криворожский горнорудный институт, получил специальность горного инженера-электромеханика, а в 1971 году — диплом горного инженера-экономиста Харьковского горного института.
С 1965 по 1975 годы работал в Донбассе - на Ново-Горловском машиностроительном заводе горно-шахтного оборудования сначала инженером-конструктором, мастером, начальником участка, затем заведующим промышленно-транспортным отделом Калининского райкома партии г. Горловки.
С 1975 по 1985 годы - в Восточной Сибири на Бурятском участке БАМа в УС «БАМтоннельстрой» - энергетиком, механиком, начальником ПТО отряда, секретарём парткома Управления, начальником Тоннельного отряда №16.
С 1985 по 1990 годы - в городе Протвино Московской области на строительстве тоннеля ускорительно-накопительного комплекса (УНК) протонов начальником Тоннельного отряда №16.
Во время работы в Донбассе участвовал в разработке и создании целого ряда буровых станков Московского проектного института ЦНИИподземмаш, которые получили широкое распространение в угольной и горнорудной промышленности СССР. В 1967 году был участником Пловдивской международной ярмарки в Болгарии, представлял горно-шахтное оборудование СССР.
Во время работы на БАМе строил Нагорный, Байкальский, Кодарский и Северомуйский, а также Мысовые тоннели. Прошёл путь от рядового инженера до начальника Тоннельного отряда №16. 
C 1982 по 1983 год оказывал помощь в строительстве Мегредзорского тоннеля в Армении.
Впервые в отечественном тоннелестроении внедрил новую технику зарубежных фирм («Brokk», «Tamrock», «Furukawa», «Tony's Boring», «Worthington»). Участвовал в разработке и внедрении целого ряда новых технологий и инженерных решений в соавторстве с группой специалистов. Имеет четыре авторских свидетельства. На БАМе оказывал большую шефскую помощь колхозам и совхозам в обустройстве посёлков, развитии здравоохранения Северо-Байкальского района.
С 1973 по 1992 год избирался депутатом районного и городского Совета народных депутатов городов Горловка, Северобайкальска, Протвино.
С 1990 по 2002 год работал заместителем генерального директора АООТ  Протонтоннельстрой на строительстве российского коллайдера для Института физики высоких энергий в Протвино.
При строительстве УНК внедрил ряд новых технологий проходки подземных выработок, разработанных СКТБ «Главтоннельметрострой», с достижением высоких скоростей проходки. Принимал участие в строительстве Московского метрополитена, ряда специальных тоннелей в Москве и Московской области, в том числе и под МКАД.
В 2002 году ушёл на заслуженный отдых.

## Семья
Женат. Жена Лариса Леонидовна - мастер по пошиву женской одежды. Сын Владимир окончил Тульский политехнический институт, горный инженер-строитель.

## Награды
Награждён орденом Трудового Красного Знамени, четырьмя медалями и серебряной медалью ВДНХ. Указом Президиума Верховного Совета Бурятской АССР от 18.11.1981 года присвоено звание «Заслуженный строитель Бурятской АССР», избран Почётным гражданином Северо-Байкальского района, имеет знак «Изобретатель СССР». 